# Fédération suisse de handball
 (juillet 2022).
Si vous disposez d'ouvrages ou d'articles de référence ou si vous connaissez des sites web de qualité traitant du thème abordé ici, merci de compléter l'article en donnant les références utiles à sa vérifiabilité et en les liant à la section « Notes et références ».
La Fédération suisse de handball (FSH, (en allemand : Schweizerischer Handball-Verband) et (en italien : Federazione Svizzera di Pallamano)) est une association suisse créée en 1939 et transformée en 1974. Elle est l'instance gérant le handball en Suisse avec délégation de la Fédération internationale de handball (IHF).

## Mission
La FSH a pour mission d'organiser et développer le Handball en Suisse en collaboration avec la Fédération internationale de handball (IHF) et la Fédération européenne de handball (EHF). Pour cela, elle s'appuie sur la Swiss Handball League qui s'occupe de la LNA Homme et sur 7 fédérations régionales:
- HRV Aargau Plus (Argovie)
- HRV Bern-Jura
- HRV Innerschweiz (Suisse-Centrale)
- HRV Nordwestschweiz (Nord-Ouest Suisse)
- HRV Ost (Est Suisse)
- Association Romande de Handball
- Zürcher Handball Verband (Région de Zürich)

## Ligues

### Hommes
- LNA (Quick handball League)(10 équipes)
- LNB (14 équipes)
- 1re ligue (3 groupes gérés par la FSH)
- 2e ligue, 3e ligue et 4e ligue (gérées par la fédération )
- Ligues juniors Inter& Elite + Region  ( U19 , F18, et U17,F16, U15 , F14,U13 ) gérées par la Fédération .

### Femmes
- LNA (8 équipes)
- LNB (10 équipes + équipes nationales U18)
- 1re ligue (2 groupes gérés par la FSH
- 2e ligue, 3e ligue et 4e ligue (gérées par les fédérations régionales)
- Ligues juniors Inter (U19 et U17) gérées par la FSH, les autres par les fédérations régionales.